# Divisão auxiliar
A Divisão Auxiliar (em inglês Auxiliary Division) da Polícia Real Irlandesa (RIC), conhecidos como Auxiliares ou Auxies, foi uma unidade paramilitar leal ao regime britânico na Irlanda durante a guerra de independência do país. A divisão foi montada em 1920 e era formada quase que integralmente por ex militares britânicos. Suas principais operações no conflito foram ações de contra-insurgência contra os militantes do Exército Republicano Irlandês (IRA).
Os auxiliares ficaram infames por brutalizar a população civil irlandesa nas suas 'represálias' contra ações do IRA. Em um incidente notório, eles queimaram a cidade de Cork, em dezembro de 1920.
Os auxiliares eram distintos dos Black and Tans, apesar de terem o mesmo papel. A divisão foi dispersada no começo de 1922, com a assinatura do Tratado Anglo-Irlandês.